# François Boissy d'Anglas (1846-1921)
Pour les articles homonymes, voir Boissy d'Anglas, Boissy et Anglas.
Ne doit pas être confondu avec François-Antoine de Boissy d'Anglas.
François Boissy d'Anglas, né le 19 février 1846 à Paris,, et mort le 21 janvier 1921 à Paris, est un homme politique français.

## Biographie
Petit-fils de François-Antoine de Boissy d'Anglas, conventionnel, fils de Jean-Gabriel de Boissy d'Anglas, député de l'Ardèche, il se lance à son tour en politique en devenant conseiller général. Il est élu député républicain de l'Ardèche en 1877 et le reste jusqu'en 1889. Il est député de la Drôme de 1889 à 1898. Il revient dans l'Ardèche en 1903, où il est élu sénateur. Il quitte la vie politique en 1912. Il est secrétaire de la Chambre de 1889 à 1892.

## Sources
- « François Boissy d'Anglas (1846-1921) », dans Adolphe Robert et Gaston Cougny, Dictionnaire des parlementaires français, Edgar Bourloton, 1889-1891 [détail de l’édition]
- « François Boissy d'Anglas (1846-1921) », dans le Dictionnaire des parlementaires français (1889-1940), sous la direction de Jean Jolly, PUF, 1960 [détail de l’édition]